# Раунд (Сейшельські острови, Праслен)
Ра́унд, також Ронд (англ. Round / фр. Île Ronde) — невеликий острів в Індійському океані, входить до Північно-Східної групи Внутрішніх Сейшельських островів.
Лежить за 550 м на південний схід від острова Праслен та за 48 км на північний схід від острова Мае. Інший сусідній острів — Ла-Діг на сході. Раунд є гранітним островом, довжина його з півночі на південь становить 480 м, ширина з заходу на схід — 650 м. Острів густо вкритий тропічною рослинністю.
Колись на острові зростала ендемічна сейшельська пальма, але її було вирубано заради вирощування кокосових пальм і виробництва копри. У XXI столітті острів знаходиться у приватній власності. Тут розташовано невеликий курорт класу люкс.
Однойменний острів є також поблизу острова Мае.